# いずもまがたまの里 伝承館
いずもまがたまの里 伝承館（いずもまがたまのさと でんしょうかん）は、島根県松江市玉湯町の勾玉やめのう等の製作・販売を行う施設。株式会社めのやが運営。2022年1月31日をもって閉店した。

## 概要
出雲の地は、神話や古代遺跡が数多く残されていた。玉造は古代より、勾玉や玉類の国内有数の生産地だった。その伝統ある「出雲型勾玉」の製作技術を継承するために、勾玉の歴史がわかるミュージアムを、勾玉を製作する細工職人の技術の継承を行うために、間近で「見て」「触れて」「体験できる」施設が建設された。
「古事記」には、玉造の勾玉が天照大神に献上され、皇位継承の印である三種の神器の一つ「八尺瓊勾玉」になったと記されている。

### 出雲めのう
1500万年前、花仙山から噴出した溶岩が冷え固まり安山岩となり、地下の熱水の温泉成分が化学反応を起こし「めのう」ができた。特に青緑色の碧玉が、良質、豊富で「出雲石」と呼ばれた。古代、玉は装飾品ではなく、お守りや厄除の意味があり、青は自然や生命を表す色とされ、出雲製の玉は尊いものとされた。玉造りは、平安中期に途絶えたが、江戸時代末期、同じ「めのう」産地の若狭国（現福井県小浜市）で学んだ職人が加工技術を持帰り、櫛や簪（かんざし）などの装飾品を作り復活させた。
明治・大正期には、出雲地方の主要産業となったが、昭和初期には過当競争から廃業が相次ぎ、現在、技術を継承するはわずか一軒である。しかし近年のパワースポットブームで、玉作りの文化は脚光を浴びている。50年ぶりに花仙山で「めのう」原石の採掘が行われた。

### 閉館へ
出雲大社の本殿遷座祭があった2013年には20万人を超える来館者があったが、新型コロナウイルス感染拡大の影響で2021年には来館者は約1万人となり、2022年1月31日に閉館することになった。施設内の本社機能は残され、販売は玉造温泉街にある「めのうやしんぐう」など各店舗に引き継がれる。

## 沿革
- 1901年（明治34年） - 創業者新宮福次郎が玉造温泉に、「しんぐう めのう店」を創設
- 1913年（大正2年） - 大正天皇の大典に際し、献上の勾玉を製作
- 1927年（昭和2年） - 昭和天皇の大典に際し、献上の勾玉を製作
- 1947年（昭和22年） - 山陰行幸に際し、献上品の製作及び天覧
- 1948年（昭和23年） - 出雲大社宮司千家尊祀の新任に、宮中に献上の美保岐玉を製作
- 1961年（昭和36年） - 3代目社長に新宮福司郎が就任
- 1965年（昭和40年） - 島根県行幸に際し、献上品の製作及び天覧
- 1977年（昭和52年） - 出雲玉作資料館が展示物を納入
- 1982年（昭和57年）
  - 「島根県ふるさと伝統工芸品」で、めのう製作の指定
  - 第37回くにびき国体の行幸に際し、献上品の製作及び製作実演
  - 当時の皇太子、上皇明仁への献上品の製作
- 1985年（昭和60年） - 「いずもめのう細工伝承館」を開館
- 1988年（昭和63年） - 4代目社長に新宮正朗が就任
- 1990年（平成2年） - 天皇明仁の大典に際し、献上の勾玉を製作
- 1991年（平成3年） - 「有限会社 めのや」設立
- 2002年（平成14年） - 出雲大社宮司千家尊祐の出雲国造新任に際し、美保岐玉を製作
- 2008年（平成20年） - 本社を松江市玉湯町から松江市嫁島町に移転
- 2012年（平成24年） - 5代目社長に新宮寛人が就任
- 2015年（平成27年） - 「株式会社めのや」が「株式会社しんぐう」を吸収合併[5]

## 施設情報
- 勾玉ミュージアム
  - 独立行政法人奈良文化財研究所大賀克彦の監修により、勾玉の歴史資料、天然石が展示されている。日本一の「出雲型勾玉（青めのう、重量75.45kg）」が展示されている。
- 勾玉製作工房
  - 細工職人による出雲勾玉の製作を目の前で見る事ができる。
- 勾玉づくり体験工房
  - 専属のスタッフの指導により、天然石を使って各種アクセサリーを作ることができる。
- 宝探し体験館
  - 水槽の中の砂利の中から、宝石を探し出し持ち帰ることができる[6]

## 利用情報
- 休館日 - なし（年中無休）
- 開館時間 - 午前8時〜午後5時30分
- 駐車場 - 自動車40台、バス14台、駐車料金は無料

## 交通アクセス
- 鉄道
  - JR西日本 - 玉造温泉駅よりタクシーで約5分
- 自動車
  - 山陰自動車道 - 松江玉造インターチェンジより国道9号で、玉造温泉方面へ約5分
- 無料送迎 - 玉造温泉駅より約15〜20分（電話連絡が必要）

## ギャラリー

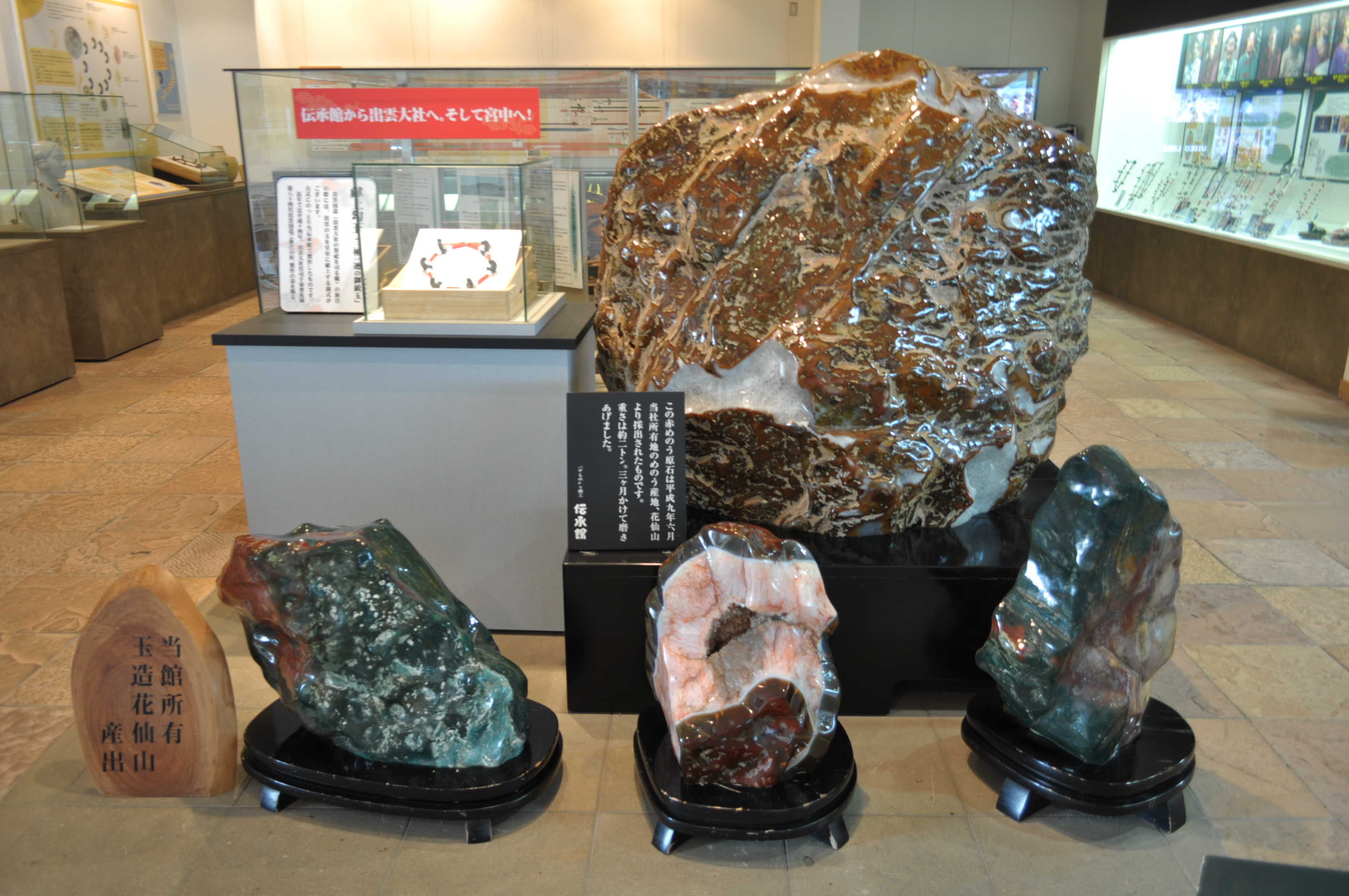
勾玉ミュージアム（2015年9月11日撮影）
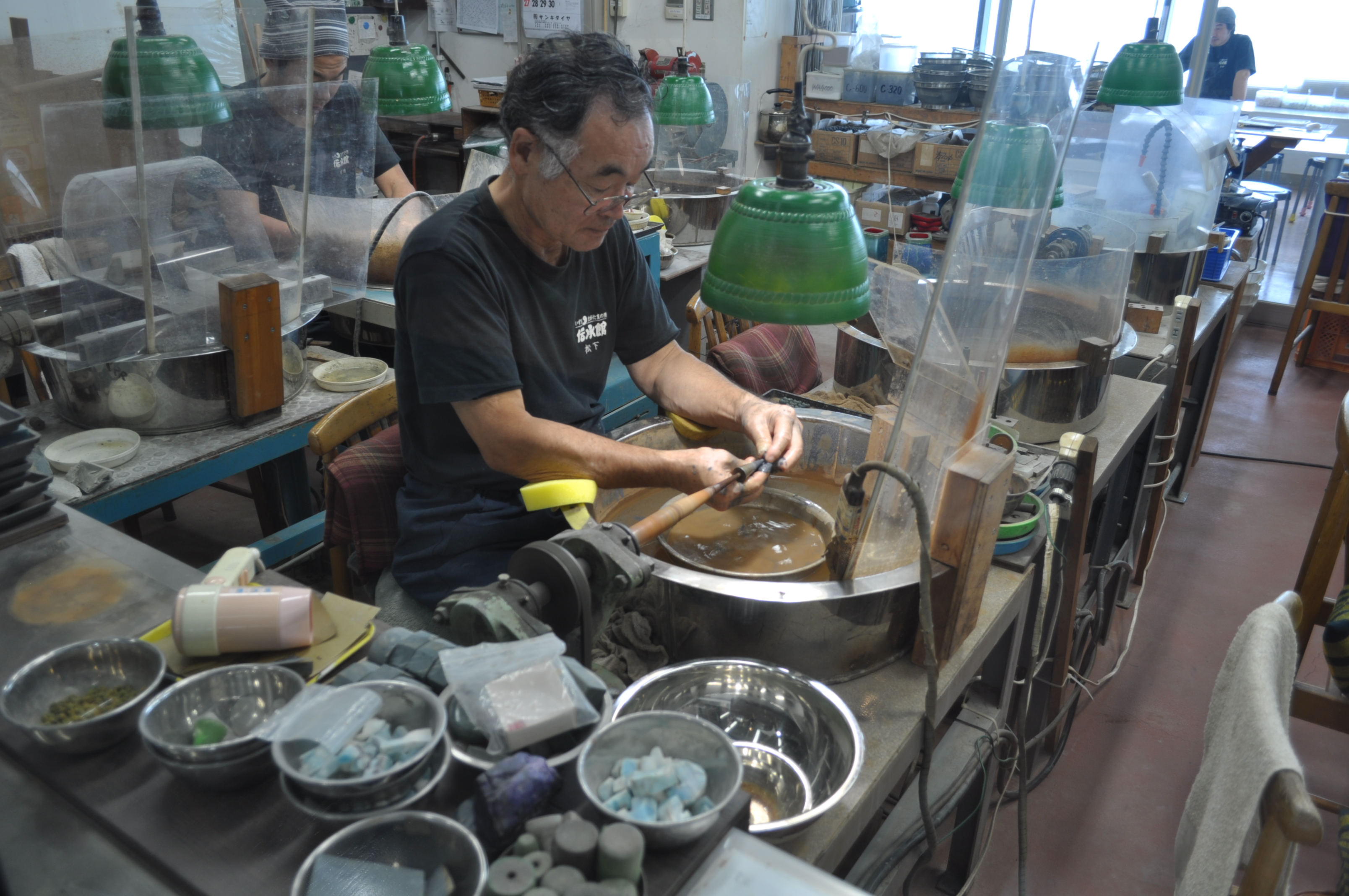
勾玉製作工房の様子（2015年9月11日撮影）
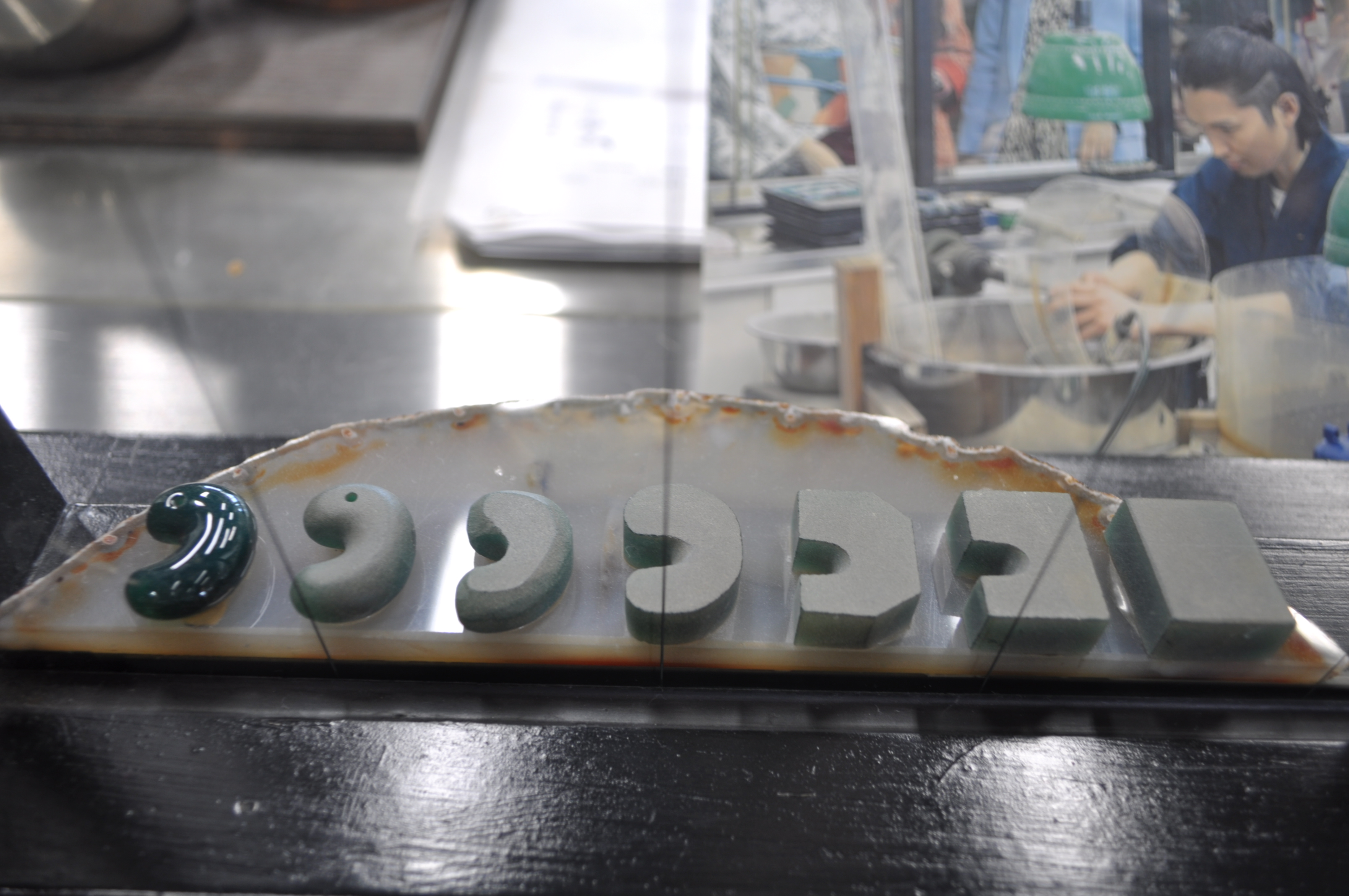
勾玉の製作工程の見本（2015年9月11日撮影）
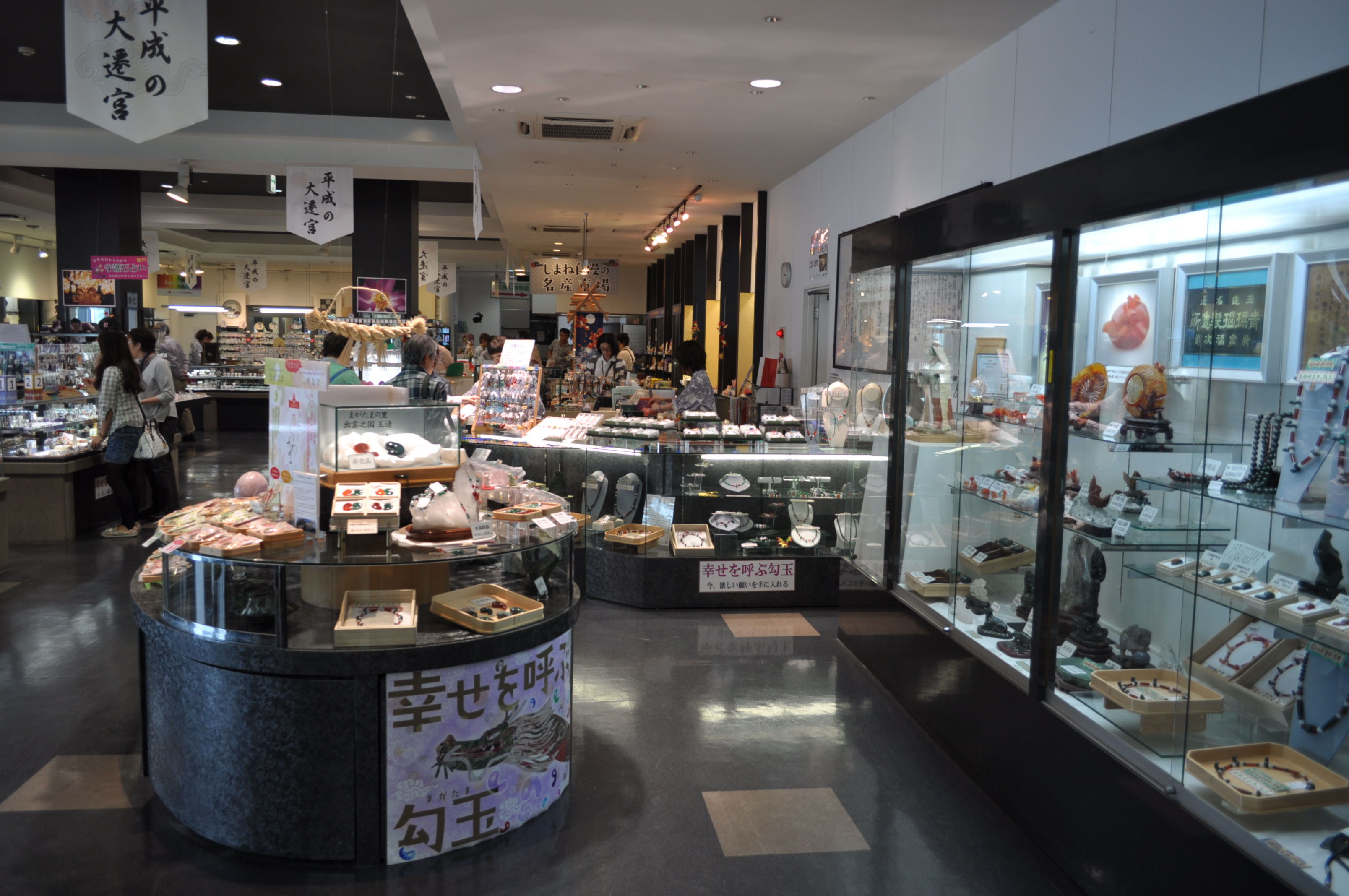
ショッピングゾーン（2015年9月11日撮影）
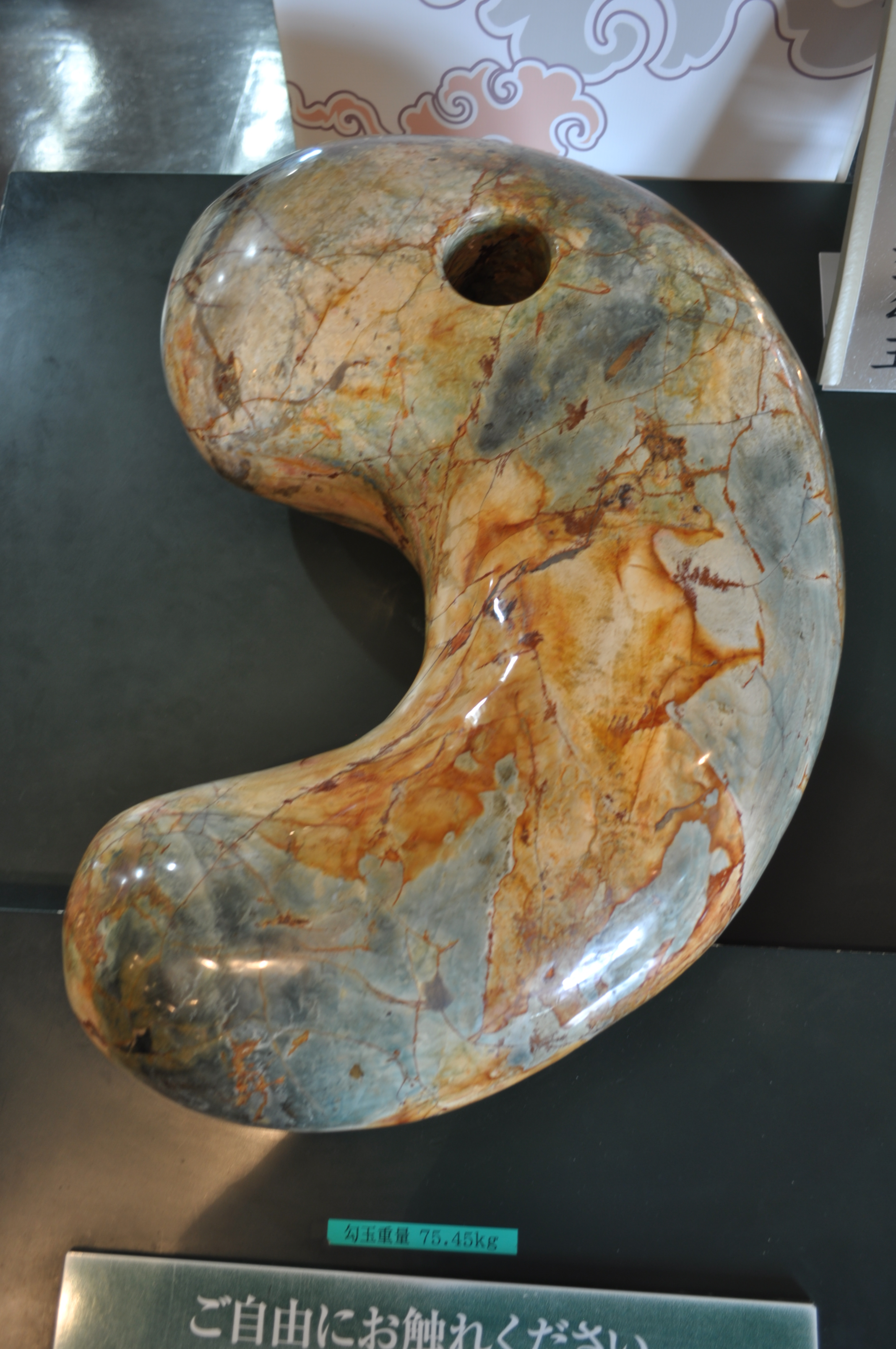
日本一の勾玉（2015年9月11日撮影）